# 中央农村居民点 (沃罗涅日州)
中央农村居民点（俄语：Центральское сельское поселение）是俄罗斯联邦沃罗涅日州新霍皮奥尔斯克区所属的一个农村居民点。其下辖有3个居民点，行政中心为中央镇。据2016年统计，该农村居民点的人口为817人。